# Ämmänsaari (ö i Mellersta Finland)
Ämmänsaari är en ö i Finland. Den ligger i sjön Liesvesi och i kommunen Konnevesi i den ekonomiska regionen  Äänekoski ekonomiska region  och landskapet Mellersta Finland, i den centrala delen av landet, 270 km norr om huvudstaden Helsingfors. Öns area är 0,8 hektar och dess största längd är 160 meter i sydöst-nordvästlig riktning.